# کرومیه‌ژیژ
 کرومیه‌ژیژ (به چکی: Kroměříž) شهری در منطقه زلین کشور جمهوری چک است که جمعیت آن در سال ۲۰۰۷ میلادی ۲۹٬۰۳۸ نفر بوده‌است.